# 玫瑰谷站
玫瑰谷站是一座多倫多地鐵央街－大學線車站，坐落加拿大安大略省多倫多央街和新月道（Crescent Road）的交界處，於1954年3月30日聯同央街線一起開幕。車站建築於1990年獲多倫多市政府列為歷史建築。
下列由多倫多公車局營運的巴士線駛經玫瑰谷站：
- 82號玫瑰谷巴士線（Rosedale）
- 97號央街巴士線（Yonge）
- 320號央街深宵巴士線（Yonge）

## 外部連結
- 维基共享资源上的相關多媒體資源：玫瑰谷站
- （英文）TTC Rosedale Station （页面存档备份，存于）－多倫多公車局網站 玫瑰谷站頁面